# Malý Javorový štít
Der Malý Javorový štít (deutsch Javorovaspitze, ungarisch Jávor-csúcs, polnisch Mały Jaworowy Szczyt) ist ein 2380 m n.m. (nach älteren Quellen 2385 m n.m.) hoher Berg in der Hohen Tatra in der Slowakei. Der Gipfel befindet sich am Hauptkamm der Hohen Tatra zwischen den Bergen Kresaný roh im Westen und Javorový štít und ist ein Knoten, mit dem Anfang eines nach Nordwesten verlaufenden Seitengrats. Die angrenzenden Täler sind Veľká Studená dolina im Süden, Rovienky im Talsystem der Bielovodská dolina im Westen und Javorová dolina im Norden.
Der Berg blieb bis zum 19. Jahrhundert namenlos und wurde nur als Teil des schon im 18. Jahrhundert erwähnten Uhrngärtner Grunds betrachtet. Die Erstbegehung gelang am 20. August 1902 Antonia und Karol Englisch mit Bergführer Johann Hunsdorfer d. Ä. Zu Ehren der Mutter von Englisch trug die Spitze die Namen Antonienspitze oder Antoniaspitze (deutsch) und Antóniacsúcs (ungarisch), beide Namen gerieten aber schnell in Vergessenheit. Die polnischen und slowakischen Namen wurden hingegen vom benachbarten Berg Javorový štít abgeleitet und bedeuten wörtlich Kleine Javorovaspitze, im deutschen etablierte sich aber Javorovaspitze, seltener Ahornspitze oder mundartnah Uhrnspitze. Ungarisch wurde dieser Name als Jávor-csúcs wiedergegeben. 1910 starb hier während eines Rettungseinsatzes der polnische Bergführer Klemens Bachleda.
Der Berg liegt abseits touristischer Wanderwege und ist offiziell nur für Mitglieder alpiner Vereine oder mit einem Bergführer zugänglich.